# The New York Times Almanac
El New York Times Almanac (NYTA) es un libro almanaque publicado en los Estados Unidos. La primera edición, publicada a finales de 1997, fue lanzado como el  “New York Times Almanac. 1998”. Es publicado por Penguin Group.
El NYTA  es el sucesor del Almanaque Universal. Su editor, Andrews y McMeel, decidió suspender el almanaque  con la edición final de 1997. John W. Wright, el editor del Almanaque Universal, propiedad de los derechos de su contenido. Ël se acercó a The New York Times Company, que de acuerdo con su idea de crear un almanaque nuevo con el nombre del periódico en él.. Penguin se ha presentado a continuación en el editor.
Wright se convirtió en el editor general del  NYTA , cargo que sigue (a partir de 2008)  a la fecha.. La edición 1998 del almanaque incluye una buena cantidad de información del Almanaque Universal, con algunos miembros del personal de noticias The Times, contribuyendo con artículos sobre los eventos de noticias más importantes del año, así como los mapas en el libro.  La edición de 2009 tiene 1.004 páginas.